# Station Jelenia Góra
Station Jelenia Góra is een spoorwegstation in de Poolse plaats Jelenia Góra.